# Зелёный (остров, Астана)
Зелёный остров — речной остров, расположенный на реке Ишим, в Астане между Есильским и Алматинским районами, севернее бывшего поселка Тельмана. Длина 1 километр (с запада на восток), максимальная ширина — 0,5 километра. Административно относится к городу Астана.

## География
С запада острова начинается канал Ишим-Нура. С севера и юга соединен через автомобильный мост с городом. Зелёный остров покрыт древесной и луговой растительностью.
Согласно спутниковым снимкам, есть вертолётная площадка, несколько особняков, собственный пруд и целый дворец.

## Здания
Согласно выписке из кадастрового реестра с 2007 года собственником этих земель стала семья Назарбаевых.

## История
В 2004 году, после завершения строительства резиденции президента Акорды[чего?], на реке Есиль создали искусственный остров.
Когда-то здесь было дачное сообщество «Гидростроитель». В 2007 году у дачников стали изымать их участки для «государственных нужд».